# Britské euromince
Britské euromince by se do oběhu dostaly, pokud by Spojené království přijalo euro jako svoji měnu. 
Samo Spojené království bylo členem Evropské unie (a jejích předchůdců) od roku 1973 do roku 2020. Bylo tak i členem Evropské měnové unie (EMU). Po celou dobu svého členství používalo svou vlastní měnu – libru šterlinků a nevstoupilo do eurozóny. Spojené království bylo považováno za člena EU s nejkritičtějším pohledem na přijetí eura. Na přijetí eura mělo vyjednáno tzv. opt-out a nebylo povinno euro vůbec na svém území zavést. 